# Ingersleben
Ingersleben es un municipio situado en el distrito de Börde, en el estado federado de Sajonia-Anhalt (Alemania). Su población a finales de 2015 era de unos 1400 habitantes y su densidad poblacional, 44 hab/km².
Se encuentra junto a la frontera con el estado de Baja Sajonia.